# Leopoldina Fortunati
Pour les articles homonymes, voir Fortunati.
Leopoldina Fortunati (née en 1949) est une sociologue, féministe et théoricienne italienne. Ses influences incluent Mariarosa Dalla Costa, Antonio Negri et Karl Marx.

## Biographie
Leopoldina Fortunati est née le 18 juillet 1949 à Venise.
Elle enseigne la sociologie de la communication et la sociologie des processus culturels à la Faculté d'éducation de l'Université d'Udine, en Italie. Elle a mené des recherches approfondies dans le domaine des études de genre, des processus culturels et des technologies de la communication et de l'information.

## Travaux
Fortunati est l'auteure de plusieurs livres, dont L'Arcane de la reproduction (1981) une critique féministe de Marx et I mostri nell'immaginario (1995).
Elle est l'éditeur de Gli Italiani al telefono (Angeli, 1995) et Telecomunicando in Europa (1998 ), et avec J. Katz et R. Riccini Mediating the Human Body. Technology, Communication and Fashion (2003). Elle a publié de nombreux articles dans des revues telles que The Information Society, Information, Communication, Society, Réseaux, Trends in communication, Revista de Estudios de Juventud, Widerspruche, Personal and Ubiquitous computing, Gazette. The International Journal for Communication Studies, Sociologia dell'informazione et Problemi dell'informazione. Ses œuvres ont été publiées en neuf langues : chinois, anglais, français, allemand, italien, japonais, coréen, russe et espagnol.
Elle est la rédactrice en chef fondatrice de la revue Human-Machine Communication,, rédactrice en chef associée de la revue The Information Society,  est membre du conseil consultatif de la revue New Media and Society, et sert d'arbitre pour la revue Communication, Information, Society et Journal for the Theory of Social Behavior. Elle représente l'Italie au sein du Comité technique COST pour les sciences sociales et humaines et dans l'action COST A20 « L'impact d'Internet sur les médias de masse en Europe ». Elle a fait partie du projet de recherche européen SIGIS « Stratégies d'inclusion : genre et société de l'information  » et de COST248 « Le futur utilisateur européen des télécommunications »  et elle a été vice-présidente de COST269 « Aspects utilisateurs des TIC ». Elle est co-présidente de l'Association internationale The Society for the Social Study of Mobile Communication (SSSMC)  qui entend faciliter l'avancement international des études interdisciplinaires en communication mobile.

## Lectures complémentaires
- Maya Gonzales, "The Gendered Circuit: Reading The Arcane of Reproduction", Viewpoint Magazine 3 (septembre 2013).